# Harpactes wardi
El trogón de Ward o surucuá de Ward (Harpactes wardi) es una especie de ave trogoniforme de la familia Trogonidae que habita en las montañas del sur de Asia. Su nombre conmemora al botánico inglés Francis Kingdon-Ward.

## Descripción
El trogón de Ward mide alrededor de 38 cm de longitud, incluida su larga y ancha cola. Presenta dimorfismo sexual. En los machos el plumaje de la cabeza, pecho y partes superiores es gris oscuro, con brillos granates en cabeza, pecho y espalda. Tiene la frente y el resto de partes inferiores rojas, salvo las plumas de la parte inferior de la cola que son rosadas. Su pico también es rosado, y presenta anillos oculares de color azul claro. Las hembras son de color amarillo en las partes rojas y rosadas de los machos, incluido el pico, y de color oliváceo oscuro en las que los machos tienen de tonos grises negruzcos.

## Distribución y hábitat
Se encuentra en los bosques del este del Himalaya y sus estribaciones orientales, distribuido por Bután, el noreste de la India, Tíbet,  Birmania y el norte de Vietnam.